# Trận đảo Giáng Sinh
Trận đảo Giáng Sinh, diễn ra vào ngày 31 tháng 3 năm 1942, là sự kiện Lục quân Đế quốc Nhật Bản chiếm được đảo Giáng Sinh mà không gặp bất kì một sự kháng cự nào do lợi dụng được cuộc nổi loạn của lính Ấn Độ chống lại sĩ quan Anh trên đảo. Tuy nhiên, tàu ngầm Seawolf của Hải quân Hoa Kỳ đã tấn công và làm thương nặng tuần dương hạm Naka làm nhiệm vụ hộ tống cuộc đổ bộ.

## Bối cảnh
Đảo Giáng Sinh vào thời điểm này là thuộc địa của Anh dưới sự quản lý về hành chính của "Các khu định cư Eo biển" (Straits Settlement), cách Java 300 km về phía nam. Hòn đảo này quan trọng với người Nhật vì hai nguyên nhân: một chốt kiểm soát hoàn hảo đối với toàn bộ khu vực Đông Ấn Độ Dương, và tại đây còn có một nguồn tài nguyên rất cần cho ngành công nghiệp Nhật Bản là phosphat.
Sau khi chiếm được Java, Bộ tổng chỉ huy Lục quân Nhật Bản quyết định ra lệnh thực hiện "Kế hoạch X" (Đổ bộ và đánh chiếm Đảo Giáng Sinh) vào ngày 14 tháng 3 năm 1942. Chuẩn đô đốc Shoji Nishimura được giao nhiệm vụ chỉ huy Đệ nhị Hạm đội Viễn chinh Chiếm đóng Phương Nam với tuần dương hạm hạng nhẹ Naka làm soái hạm. Lực lượng hạm đội còn bao gồm các tuần dương hạm hạng nhẹ Nagara và Natori, các khu trục hạm Minegumo, Natsugumo, Amatsukaze, Hatsukaze, Satsuki, Minazuki, Fumizuki và Nagatsuki, tàu chở dầu Akebono Maru và hai tàu vận tải Kimishima Maru và Kumagawa Maru, với 850 quân của Lực lượng chiếm đóng Đặc biệt 21, 24 và đơn vị công binh 102.
Để chống lại lực lượng này, trên đảo có có một khẩu pháo kiểu cũ 150mm (6-inch) mua từ Singapore sau Thế chiến thứ nhất, và khoảng ba khẩu pháo phòng không. Lực lượng quân Anh đồn trú, một bộ phận của Pháo binh Hoàng gia từ Hồng Kông và Singapore, bao gồm 32 người, chủ yếu là lính Ấn Độ chỉ huy bởi một sĩ quan Anh và bốn hạ sĩ quan.
Những người lính Ấn Độ, tin vào sự tuyên truyền của Nhật Bản rằng sẽ giúp họ giải phóng đất nước từ tay người Anh đã nổi loạn và giết chết viên sĩ quan Anh còn đang ngủ vào ngày 10 tháng 3 năm 1942. Sau đó, họ đã nhốt viên chức phụ trách khu vực và một số người châu Âu đang chờ lệnh thực thi nhiệm vụ mà rõ ràng đã bị cản trở bởi sự chiếm đóng của quân Nhật.

## Diễn biến

### Cuộc tấn công của quân Nhật
Rạng sáng ngày 31 tháng 3 năm 1942, 12 máy bay ném bom Nhật Bản đã ném bom phá hủy trạm radar, mà ngày nay là vị trí của một bưu điện. Mảnh bom rơi xuống vẫn được tìm thấy vào thập niên 80 tại bưu điện Padang. Ngoài ra, hai tuần dương hạm và bốn khu trục hạm Nhật cũng tham gia pháo kích dọn đường đổ bộ. Vì lợi dụng được cuộc nổi loạn, quân viễn chinh Nhật đã đổ bộ lên Flying Fish Cove mà không hề gặp sự kháng cự nào. Bảy giờ sáng hôm đó, hơn 100 quân phòng thủ người Anh đã đầu hàng ngay trước khi cuộc đổ bộ hoàn tất, tất cả bị bắt làm tù binh và trở thành phu khuân vác các tài nguyên của hòn đảo xuống bến tàu.
Lúc 9 giờ 49 phút sáng, tàu ngầm của hải quân Hoa Kỳ Seawolf đã phóng bốn quả ngư lôi vào tuần dương hạm Naka nhưng tất cả đều hụt. Seawolf lại tấn công lần nữa với ba quả ngư lôi nhắm vào chiếc Natori nhưng một lần nữa lại không chính xác. Đêm hôm đó, với hai quả ngư lôi cuối cùng, từ khoảng cách 1.100 yards (1.000 m), Seawolf đã làm trọng thương Naka ở mạn phải, gần đầu máy số một. Thương tích này nghiêm trọng tới mức khiến quân Nhật phải đưa chiếc Natori kéo Naka về Singapore, rồi chiếc Naka buộc phải trở về Nhật Bản để sửa chữa trong vòng một năm. Còn Seawolf bị các tàu chiến Nhật dùng bom chống tàu ngầm tấn công suốt bảy giờ đồng hồ nhưng cuối cùng đã trốn thoát thành công.

### Nhật Bản chiếm đóng đảo Giáng Sinh
Từ đảo Giáng Sinh và một số căn cứ tại Đông Timor và New Guinea, các máy bay Mitsubishi Ki-46 của Lục quân Đế quốc Nhật Bản đã thực hiện các nhiệm vụ trinh sát ở phía bắc Úc.
Tuần dương hạm Natori đã trở lại đảo Giáng Sinh vào ngày 3 tháng 4 năm 1942 để rút về toàn bộ các lực lượng chiếm đóng trên đảo ngoại trừ 20 người được đưa đến đồn trú tại vịnh Banten. Toàn bộ những gì người Nhật có được là đá phosphate đều được chuyển hết lên các chuyển vận hạm. Sau này, khi Đồng Minh giải phóng hòn đảo đã phá hủy một đền thờ Thần đạo, nơi người Nhật đã buộc nhiều tín đồ Hồi giáo phải tôn thờ. Những người Ấn Độ tham gia vào cuộc nổi loạn đã bị xét xử tại tòa án quân sự ở Singapore và 5 người đã bị tuyên án tử hình vào năm 1947. Bản án sau đó đã được chuyển thành án chung thân sau khi nhận được sự phản đối từ chính quyền Ấn Độ và Pakistan.